# ファイバーレーザー
ファイバーレーザー（アメリカ英語: Fiber laser、イギリス英語: Fibre laser）は、希土類元素を添加した光ファイバーをレーザー媒質として利用する形式のレーザーをいう。

## 概要
単一モード光ファイバーにエルビウムやネオジム、イッテルビウムのような希土類元素を添加してレーザー媒質とし、その外にもうひとつクラッド層を設ける。ファイバーの両端をミラーまたはファイバ・ブラッグ・グレーティング（英: Fiber Bragg Gratings）で挟み込み他のレーザー光源で励起光を送り込み誘導放出させる。レーザー光はコア内を通り、励起光は内側のクラッド層を通ることで励起光と誘導放出のレーザー光とを共存させることができる。またレーザー光は連続光にもパルス光にも設計可能である。

## 利点
- レーザー光の出力が光ファイバーで直結可能であることからケーブルを通して目的物に持っていくことができる。このことは加工物への焦点設計を容易にするのでレーザー加工機に向く。
- 光ファイバーケーブルの細いコア内で励起と誘導放出が行われることから増幅効率が良い。
- 光ファイバーケーブルは細く長い媒質のため冷却しやすい。また光ファイバーケーブルを長くすることも容易である。このことも高出力化に貢献できる。
- 光ファイバーは振動に強く、コンパクトにできるのでメンテナンスを省力化できる。
- 長寿命化が可能であり維持コストが安い。長寿命の半導体レーザーと組み合わせることでさらに維持コストを低減可能である。

光回路を光ファイバー関連部品で固められることから光コンバイナー（複数光をまとめ上げる装置）や光スプリッター（光分配器）を適宜配置し、いろいろな回路構成が考案されている。

## 用途

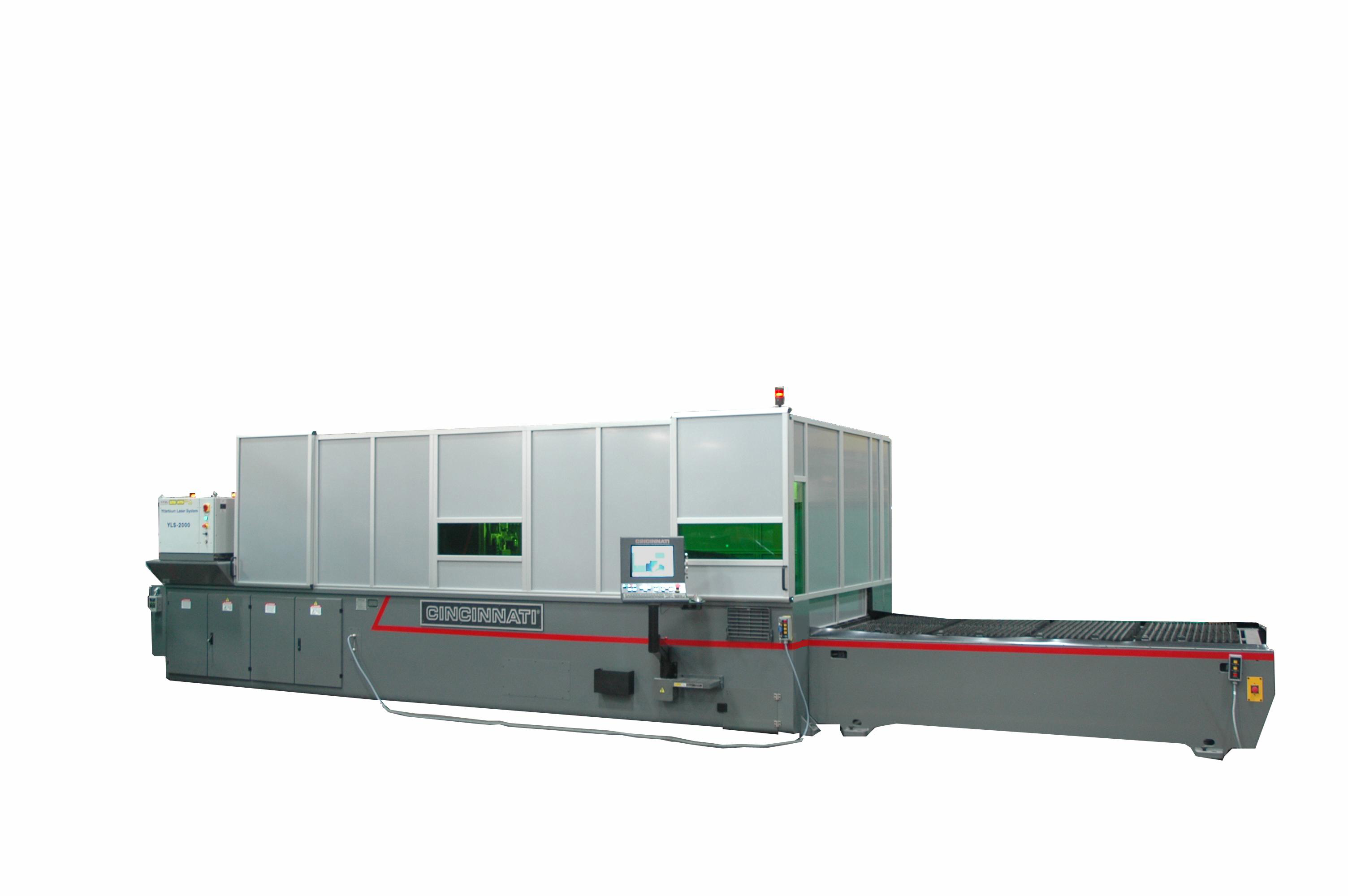
ファイバーレーザー切断機
（2 kW・連続レーザー光使用）

- エルビウム添加光ファイバー増幅器
- レーザー切断
- 医療関係

## 文献
- 西原浩, et al. "光ファイバ・レーザーシステムによる血流速度計測." レーザー研究 8.2 (1980): 426-429.
- 劉安平, 亀谷幸一, 植田憲一. "クラッド励起ファイバレーザー共振器の最適化と高輝度圧縮の実現." レーザー研究 25.10 (1997): 702-706.
- 植田憲一. "ファイバレーザーの基礎と将来." レーザー研究 29.2 (2001): 79-83.
- 白川晃, 植田憲一. "シングルモード Yb 系ファイバーレーザーの高出力化の現状と動向." レーザー研究 33.4 (2005): 254-261.
- 小嶋和伸, 足立宗之, 林健一. "オレンジファイバレーザー光凝固システムの開発." レーザー研究 35.9 (2007): 591-595.